# San Lorenzo (Gozo)
San Lorenzo (in maltese San Lawrenz, in inglese Saint Lawrence) è un paese sull'isola di Gozo, Malta, con una popolazione di solo 713 abitanti.

## Amministrazione

### Gemellaggi
Colle Umberto, dal 2005